# Tour AVA
La tour AVA était un projet de tour dans le quartier de La Défense à Paris. Il est remplacé par une simple restructuration de l'immeuble existant.